# Tetragnatha luteocincta
Tetragnatha luteocincta är en spindelart som beskrevs av Simon 1908. Tetragnatha luteocincta ingår i släktet sträckkäkspindlar, och familjen käkspindlar.
Artens utbredningsområde är Western Australia. Inga underarter finns listade i Catalogue of Life.